# 페르난도 솔라나스

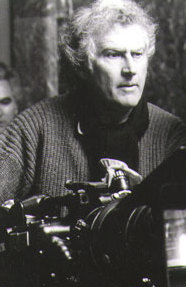

페르난도 에제키엘 "피노" 솔라나스(Fernando Ezequiel "Pino" Solanas, 1936년 2월 16일 ~ 2020년 11월 6일)는 아르헨티나의 영화 감독 · 정치인이다.
1968년 라틴 아메리카의 신식민주의와 폭력을 고발하는 다큐멘터리 《불타는 시간의 연대기》를 비밀리에 제작했다. 영화 감독 옥타비오 게티노와 함께 자본주의 영화 산업에 대항하는 대안 영화인 제3영화를 주창했다. 1976년 아르헨티나에서 추방되어 파리에서 망명하다가 1983년 아르헨티나가 민주화된 뒤에야 돌아갈 수 있었다.
1985년 《가르델의 망명》으로 베니스 영화제 심사위원 대상을, 1988년 《남쪽》으로 칸 영화제 감독상을 받았다. 2004년에는 베를린 영화제 명예 황금곰상을 받았다.
1991년 솔라나스는 카를로스 메넴 대통령을 비판했다가 지지자에게 총격을 맞아 다리에 장애를 입었다. 솔라나스는 이후 본격적으로 정치 활동을 시작했다. 부에노스 아이레스 지역구에서 2009년에는 하원 의원으로, 2013년에는 상원 의원으로 당선됐다. 2019년 상원 의원 임기가 끝난 뒤에는 아르헨티나의 유네스코 대사로 재임했다. 재임중 프랑스 파리에서 코로나19로 사망했다.